# Cucina esplosiva
Cucina esplosiva (Marcel's Quantum Kitchen) è un programma televisivo statunitense trasmesso in patria dal canale Syfy dal 22 marzo 2011; in Italia è trasmesso da DMAX.